# Сен-Женьез-о-Мерль
Сен-Женье́з-о-Мерль (фр. Saint-Geniez-ô-Merle, окс. Sent Genes au Merle) — коммуна во Франции, находится в регионе Лимузен. Департамент — Коррез. Входит в состав кантона Сен-Прива. Округ коммуны — Тюль.
Код INSEE коммуны — 19205.
Коммуна расположена приблизительно в 420 км к югу от Парижа, в 110 км юго-восточнее Лиможа, в 32 км к юго-востоку от Тюля.

## История
Во время Великой французской революции название коммуны было изменено на Женьез-ла-Коста (фр. Geniès-las-Costas).

## Население
Население коммуны на 2008 год составляло 107 человек.
| 1962 | 1968 | 1975 | 1982 | 1990 | 1999 | 2008 |
| ---- | ---- | ---- | ---- | ---- | ---- | ---- |
| 133  | 187  | 169  | 180  | 135  | 116  | 107  |

## Администрация
| Период | Период | Фамилия        | Партия | Примечания |
| ------ | ------ | -------------- | ------ | ---------- |
| 2001   | 2008   | Жан-Поль Морле |        |            |
| 2008   |        | Ив Вор         |        |            |

## Экономика
В 2007 году среди 60 человек в трудоспособном возрасте (15-64 лет) 41 были экономически активными, 19 — неактивными (показатель активности — 68,3 %, в 1999 году было 58,8 %). Из 41 активных работали 40 человек (19 мужчин и 21 женщина), безработным был 1 мужчина. Среди 19 неактивных 4 человека были учениками или студентами, 10 — пенсионерами, 5 были неактивными по другим причинам.

## Достопримечательности
- Руины бывшей церкви (XIV—XV века). Памятник истории с 1969 года[3]
- Придорожный крест Рузероль. Памятник истории с 1927 года[4]
- Руины замка Мерль (XII век). Памятник истории с 1927 года[5]

## Фотогалерея
- Руины замка Мерль
- Придорожный крест Рузероль
- Карта коммуны